# Gnophos radiata
Gnophos radiata là một loài bướm đêm trong họ Geometridae.